# Gare d'Oklahoma City
La gare d'Oklahoma City (ou Santa Fe Depot) est une gare ferroviaire des États-Unis, située sur le territoire de la ville d'Oklahoma City dans l'état de l'Oklahoma.

## Histoire
Elle est mise en service en 1934. La station a été inscrite dans le Registre national des lieux historiques.

## Service des voyageurs

### Desserte
La gare est desservie par une ligne d'Amtrak :
- Le Heartland Flyer: Fort Worth - Oklahoma City